# Gerardo (kardynał S. Adriano)
Gerardo (zm. 1208) – włoski kardynał. Pochodził z Lukki. 

## Życiorys
Przed rokiem 1182 był kanonikiem kapituły katedralnej w rodzinnej Lukce. 18 grudnia 1182 został mianowany przez Lucjusza III kardynałem diakonem San Adriano i rychło stał się jego bliskim współpracownikiem. W latach 1182–84 był kamerlingiem św. Kościoła Rzymskiego, a następnie wikariuszem papieskim w Rzymie 1184 do 1188. Podpisywał bulle papieskie między 2 stycznia 1183 a 19 kwietnia 1204. Uczestniczył w papieskiej elekcji 1191 i papieskiej elekcji 1198. Za pontyfikatu Celestyna III był gubernatorem Benewentu 1192-1194. W 1201 kapituła katedralna w Lukce wybrała go na biskupa tego miasta, jednak papież Innocenty III odmówił ratyfikacji tej elekcji, nie chcąc rezygnować z usług kardynała w kurii. W 1204 został papieskim wikariuszem królestwa Sycylii i sprawował ten urząd do końca życia, rozwiązując wiele lokalnych problemów wewnątrzkościelnych. Kardynał-protodiakon od 1205 roku. Jego imię po raz ostatni występuje w dokumencie datowanym 20 lipca 1208.
Według starszej historiografii nazywał się Gerardo Allucingoli i był bratankiem papieża Lucjusza III, nie ma jednak na to dowodów.